# Dominio (redes informáticas)
Un dominio, en redes de computadoras, puede referirse a dos cosas:
- En el contexto de una red informática, un dominio se refiere a un conjunto de computadoras interconectadas en las que una o varias de ellas asumen la responsabilidad de administrar diversos aspectos de la red. Estos equipos, conocidos como controladores de dominio, gestionan la administración de usuarios, equipos, impresoras y los privilegios asignados a cada usuario en la red. Toda la información relacionada con la seguridad de la red, incluyendo usuarios y equipos, se registra en una base de datos ubicada en los controladores de dominio. Dependiendo del tamaño de la red, puede haber un solo controlador de dominio o un clúster de controladores distribuidos.
  - Es importante tener en cuenta que las confianzas entre dominios no son transitivas. Esto significa que si el dominio A confía en el dominio B y el dominio B confía en el dominio C, no se puede asumir automáticamente que el dominio A confía en el dominio C.
- En el ámbito de la Web, un dominio se refiere a la parte principal de una dirección web que indica la organización o compañía que administra el sitio web o página en cuestión. Por ejemplo, en la dirección "www.ejemplo.com", el dominio sería "ejemplo.com". Los dominios web permiten identificar de manera única un sitio web en Internet y facilitan la navegación y acceso a la información.

## Controlador de dominio
Un controlador de dominio es un componente clave en los sistemas operativos Windows y otros sistemas. En redes pequeñas, generalmente se utiliza un único equipo como controlador de dominio. Sin embargo, en redes más grandes, donde hay un mayor número de equipos y usuarios, suele ser necesario contar con múltiples controladores de dominio para distribuir la carga y mejorar el rendimiento de la red.
Los controladores de dominio y los subcontroladores cumplen varias funciones esenciales en la red, como la resolución de direcciones DNS, el almacenamiento de las carpetas de los usuarios, la realización de copias de seguridad y el almacenamiento de software de uso común. Por esta razón, también se les denomina servidores.